# Oratorio di San Giovanni Battista (Castellina Marittima)
L'oratorio di San Giovanni Battista si trova a Castellina Marittima.

## Storia e descrizione
Si tratta dell'antica pieve, il cui titolo poi passato alla parrocchiale settecentesca. La tradizione vuole che sia stato costruito sulle fondamenta di un tempio più antico.
Nonostante le profonde ristrutturazioni conserva qualche testimonianza dell'originaria struttura romanica.